# Henry Fairfax (officier de la Royal Navy)
Sir Henry Fairfax (21 janvier 1837 – 20 mars 1900) est un officier britannique ayant servi dans la Royal Navy de 1850 à sa mort. Il a été promu amiral en 1897.

## Biographie

### Famille
Henry Fairfax appartient à une importante famille aristocratique anglo-écossaise. Il est le 3e fils de Sir Henry Fairfax (1790-1860) premier baronnet, et de Archibald Montgomerie Williamson.
Il est le petit-fils du vice-amiral Sir William George Fairfax (1738-1813) et le neveu de la scientifique Mary Somerville (1780-1872).

### Carrière navale
Henry Fairfax entre dans la Royal Navy le 7 décembre 1850, deux mois avant d'atteindre ses quatorze ans. Il embarque à bord du HMS Amphitrite, ce qui le conduit à naviguer jusqu'au détroit de Béring et dans les mers arctiques.

### Mandats et propriétés
Sir Henry Fairfax est deputy lieutenant et juge de paix du comté de Roxburghshire en Écosse. Il possède dans ce comté la résidence de Ravenswood House à Melrose, près de la ville de Jedburgh.